# 背十字架的基督 (提香)
《背十字架的基督》是提香或乔尔乔内的一幅布面油画，绘制于约 1505 年。这幅画收藏于意大利威尼斯的圣洛克大会堂。 提香后来又画了这个主题的几个版本。